# Bundesstraße 421
Die Bundesstraße 421 (Abkürzung: B 421) liegt in Nordrhein-Westfalen und Rheinland-Pfalz. Sie führt von der belgischen Grenze bei Losheim (Gemeinde Hellenthal) durch die Eifel, bei Zell (Mosel) über die Mosel und über den Hunsrück bis Simmertal bei Kirn.

## Verlauf

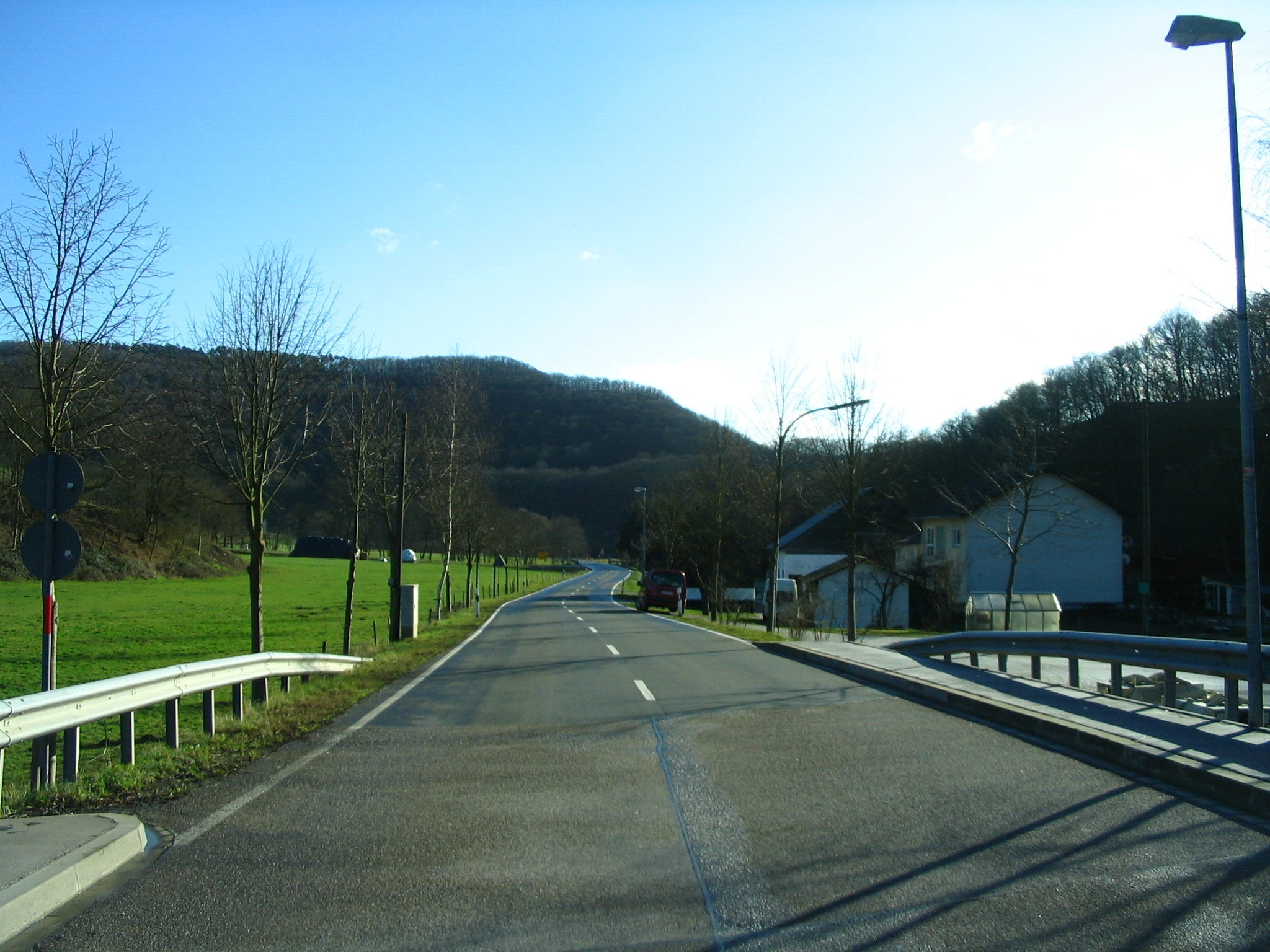
B 421 im Kellenbachtal bei Königsau

Die B 421 beginnt unweit des südlichsten Punktes von Nordrhein-Westfalen an der B 265 im Hellenthaler Ortsteil Losheim, nahe der belgischen Grenze. Ostwärts führt sie über die Landesgrenze zu Rheinland-Pfalz hinab nach Hallschlag, von wo sie über 17 km dem Verlauf der Kyll folgt. Sie führt, wiederum nach Überschreiten der Landesgrenze Rheinland-Pfalz / Nordrhein-Westfalen, am Kronenburger See entlang, durch Kronenburg und erreicht Stadtkyll, nachdem sie die vielbefahrene B 51 und die Landesgrenze nach Rheinland-Pfalz überquert hat.
Nun führt sie durch Jünkerath und Hillesheim nach Dockweiler, wo die B 410 kreuzt. Durch die Vulkaneifel geht es weiter nach Daun (Kreuzung mit der B 257) und Mehren, wo die Autobahnen A 1 und A 48 noch gemeinsam verlaufen, wenige Kilometer bevor der Arm der A 1 am Autobahndreieck Vulkaneifel nordwärts in Richtung des geplanten Lückenschlusses abzweigt.
Weiter verläuft die B 421 in Richtung des Moseltals, durch Kinderbeuern und  Alf bis nach Zell, wo sie die Mosel überquert. Auf diesem Stück teilt sie sich die Trasse zunächst mit der B 49, dann mit der B 53.
Jenseits der Mosel geht es nun den Hunsrück hinauf, bis bei Kappel die Hunsrückhöhenstraße (B 327) erreicht ist. Über den Hunsrück verläuft die B 421 nun durch Kirchberg, wo sie die B 50 kreuzt, weiter durch Gemünden und das Kellenbachtal bis nach Simmertal, wo sie an der B 41 endet.